# شانتی رونی
شانتی رونی (سوئدی: Shanti Roney؛ ‏ ۲۴ نوامبر ۱۹۷۰) بازیگر اهل سوئد است. وی از سال ۱۹۹۶ میلادی تاکنون مشغول فعالیت بوده‌است.
از فیلم‌هایی که وی در آن نقش داشته‌است، می‌توان به نیمفومانیاک، هری و سونیا، شن‌های روان ، متروپیا ، آسیابک   اشاره کرد.